# Enrico Demonte
Enrico Demonte (Genova, 25 settembre 1988) è un velocista italiano.

## Biografia
Inizia a praticare l'atletica nel 2002 (dopo aver provato due sport acquatici, quali il nuoto e la pallanuoto) con la Maurina Olio Carli in cui rimane sino al 2008, anno nel quale si trasferisce alle Fiamme Oro Padova, il Gruppo Sportivo della Polizia di Stato.
Finalista (sesto posto) sui 200 m ai campionati italiani allievi del 2005, mentre sulla stessa distanza ai nazionali juniores del 2006 non va oltre le batterie.
2007, gareggia sui 400 m ai campionati italiani juniores indoor non superando le batterie; nella stagione agonistica all'aperto prima vince il titolo nazionale juniores nei 200 m e poi sulla stessa distanza raggiunge la finale agli assoluti di Padova dove chiude al quinto posto.
Esordisce in una rassegna internazionale giovanile nella Coppa del Mediterraneo ovest juniores in Italia a Firenze dove termina quinto sui 100 m e vince la gara della staffetta 4x100 m; gareggia inoltre agli Europei juniores di Hengelo (Paesi Bassi) chiudendo al sesto posto finale nei 200 m
Nel 2008 raggiunge un'altra finale ai campionati italiani promesse, terminando con la quinta posizione sui 200 m.
In seguito subisce due gravi infortuni che gli fanno saltare l'intera stagione agonistica 2009.
Ritorna a gareggiare a livello agonistica durante la stagione outdoor del 2010, raggiungendo la finale ai campionati italiani promesse sia nei 100 m (sesto) che sui 200 m (quarto). Pur essendo iscritto agli assoluti di Grosseto sia nei 200 m che con la staffetta 4x400 m, però non parte in entrambe le specialità.
Agli assoluti di Torino 2011 vince il titolo italiano con la staffetta 4x400 m ed invece sui 200 m non supera le batterie.
Nel 2012 agli assoluti indoor di Ancona conclude terzo nella finale 2 dei 400 m.
Durante l'estate del 2013 fa il suo esordio con la Nazionale seniores ai Mondiali in Russia a Mosca dove non va oltre la batteria dei 200 m.
Ai campionati italiani assoluti di Milano vince la medaglia di bronzo sui 200 m, mentre non parte in batteria sui 100 m.
Nell'estate del 2014 partecipa agli Europei di Zurigo in Svizzera uscendo nelle batterie dei 200 m e sulla stessa distanza in precedenza arriva quarto agli assoluti di Rovereto.
Nel giugno del 2015 prende parte all'Europeo per nazioni a Čeboksary (Russia) finendo sul podio sia nei 200 m (terzo) che con la staffetta 4x100 m (primo).
Ai campionati italiani assoluti di Torino non va oltre la batteria dei 200 m.

## Progressione

### 60 metri piani indoor
| Stagione | Tempo | Luogo  | Data      | Rank. Mond. |
| -------- | ----- | ------ | --------- | ----------- |
| 2016     | 6"83  | Modena | 20-2-2016 |             |
| 2015     | 6"80  | Ancona | 11-2-2015 |             |
| 2013     | 6"85  | Udine  | 2-2-2013  |             |
| 2007     | 7"13  | Genova | 2-2-2007  |             |

### 100 metri
| Stagione | Tempo | Luogo      | Data      | Rank. Mond. |
| -------- | ----- | ---------- | --------- | ----------- |
| 2015     | 10"40 | Savona     | 30-5-3015 |             |
| 2014     | 10"28 | Gavardo    | 18-5-2014 |             |
| 2013     | 10"37 | Sassari    | 15-6-2013 |             |
| 2012     | 10"69 | Savona     | 10-6-2012 |             |
| 2011     | 10"55 | Gavardo    | 21-5-2011 |             |
| 2010     | 10"63 | Mondovì    | 2-6-2010  |             |
| 2008     | 10"82 | Chiuro     | 6-9-2008  |             |
| 2007     | 10"64 | Camporosso | 11-7-2007 |             |
| 2006     | 11"14 | Genova     | 6-5-2006  |             |

### 200 metri
| Stagione | Tempo | Luogo             | Data      | Rank. Mond. |
| -------- | ----- | ----------------- | --------- | ----------- |
| 2015     | 20"55 | La Chaux-de-Fonds | 10-7-2015 |             |
| 2014     | 20"46 | Fossano           | 13-9-2014 |             |
| 2013     | 20"45 | La Chaux-de-Fonds | 7-7-2013  |             |
| 2012     | 21"27 | Verona            | 17-7-2012 |             |
| 2011     | 21"43 | Genova            | 10-7-2011 |             |
| 2010     | 20"97 | Donnas            | 10-7-2010 |             |
| 2008     | 21"53 | Mondovì           | 2-6-2008  |             |
| 2007     | 21"10 | Hengelo           | 20-7-2007 |             |
| 2006     | 22"05 | Genova            | 17-9-2006 |             |
| 2005     | 22"36 | Rieti             | 24-9-2005 |             |

## Palmares
| Anno | Manifestazione   | Sede    | Evento      | Risultato | Tempo | Note  |
| ---- | ---------------- | ------- | ----------- | --------- | ----- | ----- |
| 2007 | Europei juniores | Hengelo | 200 m piani | 6º        | 21"36 | [ 1 ] |
| 2013 | Mondiali         | Mosca   | 200 m piani | Batteria  | 21"13 | [ 2 ] |
| 2014 | Europei          | Zurigo  | 200 m piani | Batteria  | 20"90 | [ 3 ] |

## Campionati nazionali
- 1 volta campione assoluto della 4x400 m (2011)
- 1 volta campione juniores nei 200 m (2007)

2005
- 6º ai Campionati italiani allievi e allieve, (Rieti), 200 m - 22"42[4]

2006
- In batteria ai Campionati italiani juniores e promesse, (Rieti), 200 m - 22"49[5]

2007
- In batteria ai Campionati italiani allievi-juniores-promesse indoor, (Genova), 400 m - 50"87[6]
- Oro ai Campionati italiani juniores e promesse, (Bressanone), 200 m - 21"32[7]
- 5º ai Campionati italiani assoluti, (Padova), 200 m - 21"64[8]

2008
- 5º ai Campionati italiani juniores e promesse, (Torino), 200 m - 21"81[9]

2010
- 6º ai Campionati italiani juniores e promesse, (Pescara), 100 m - 10"85[10]
- 4º ai Campionati italiani juniores e promesse, (Pescara), 200 m - 21"56[11]
- In batteria ai Campionati italiani assoluti, (Grosseto), 200 m - dns[12]
- In finale ai Campionati italiani assoluti, (Grosseto), 4x400 m - dns[13]

2011
- In batteria ai Campionati italiani assoluti, (Torino), 200 m - 21"85[14]
- Oro ai Campionati italiani assoluti, (Torino), 4x400 m - 3'11"99[15]

2012
- 3º ai Campionati italiani assoluti indoor, (Ancona), 400 m - 49"37 (Finale 2)[16]

2013
- In batteria ai Campionati italiani assoluti, (Milano), 100 m - dns[17]
- Bronzo ai Campionati italiani assoluti, (Milano), 200 m - 21"03[18]

2014
- 4º ai Campionati italiani assoluti, (Rovereto), 200 m - 20"83[19]

2015
- In batteria ai Campionati italiani assoluti, (Torino), 200 m - 21"11[20]

## Altre competizioni internazionali
2007
- 5º nella Coppa del Mediterraneo ovest juniores, ( Firenze), 100 m - 10"90[1]
- Oro nella Coppa del Mediterraneo ovest juniores, ( Firenze), 4x100 m - 40"53[1]

2015
- Bronzo all'Europeo per nazioni, ( Čeboksary), 200 m - 20"67[21]
- Oro all'Europeo per nazioni, ( Čeboksary), 4x100 m - 38"71[21]